# Rabatt
A rabatt német eredetű szó, szó szerinti jelentése: árengedmény. 
A magyar gyakorlatban a rabatt az árengedményen belül mennyiségi kedvezményt jelent. Ha egy fogyasztó (vásárló) nagyobb mennyiséget vesz egy adott termékből, akkor az eladó számára nagyobb lesz a tőke forgási sebessége, egyszerűsödnek a vásárlással kapcsolatos adminisztratív feladatok, a raktározás. Ezekért kínálja cserébe a kedvezményt az eladó.

## Egyszeri rabatt
- egy adott vevő, aki egyszer vásárol az adott boltban, de akkor nagyobb mennyiséget, kedvezményt kap
- a vásárlás meghatározott mennyisége után jár a jutalom (tíz pár zokni után egyet ingyen kap)

## Halmozott rabatt
- a vásárolt mennyiség meghatározott idő alatt gyűjthető össze
- például a Malév ingyenjegyet adott az egy év alatt adott repült kilométernyi távolságot összegyűjtő utasainak

## Diszkrét rabatt
- egy ártörési pont van a listaárban
- például 500 db nyakkendő vásárlásnál a listaárból x százalék engedményt ad az eladó

## Lépcsős rabatt
- a vásárolandó mennyiségtől függően az eladó sávosan ad kedvezményt a vevőnek